# Алфа и Омега
Алфа (Α или α) и омега (Ω или ω) су прво и последње слово грчког алфабета, као и титула Христоса и Бога у Откривењу Јовановом. Користе се као хришћански симбол, те се често комбинују са крстом, монограмом или другим хришћанским симболима.